# Agesilao Milano
Agesilao Milano (San Benedetto Ullano, 12 luglio 1830 – Napoli, 13 dicembre 1856) è stato un militare italiano, che attentò alla vita del re delle Due Sicilie Ferdinando II di Borbone. L'attentato si inserisce in un contesto di continue agitazioni che precedettero l'impresa dei Mille.

## Biografia

### Inizi
Nacque in una famiglia umile di origini arbëreshë da Benedetto, sarto, e Maddalena Russo, possidente. Il padre, affiliato alla Carboneria, passò un certo periodo nel carcere di Castelvetere a causa delle sue idee liberali. Milano intraprese i primi studi sotto l'egida di suo zio Domenico, sacerdote. Successivamente studiò a Cosenza nel Collegio di San Demetrio Corone ed entrò nell'esercito borbonico, soprattutto per mantenere la famiglia.
In quel periodo iniziò a simpatizzare per il movimento mazziniano e partecipò alle rivolte calabresi del 1848 a Spezzano come soldato di Ignazio Ribotti. Arrestato e condannato al carcere duro, venne amnistiato nel 1852 e tenuto sotto sorveglianza. Dopo un periodo di crisi religiosa, pensando di intraprendere la carriera ecclesiastica, anche per motivi economici, fu arrestato con l'accusa di complotto contro la corona durante una visita di Ferdinando II a Cosenza, ma venne assolto.
Milano iniziò a premeditare il suo assassinio, incolpandolo di aver represso nel sangue i moti rivoluzionari, nonché di essere ostile ad una forma di governo costituzionale. Nonostante i suoi precedenti, ottenne il rientro nell'esercito borbonico, chiedendo di sostituire il fratello Ambrogio, sorteggiato per il servizio di leva, e riuscì ad arruolarsi nel 3º Battaglione Cacciatori di stanza a Napoli, il che gli permise di avvicinare il sovrano.

### L'attentato e la condanna

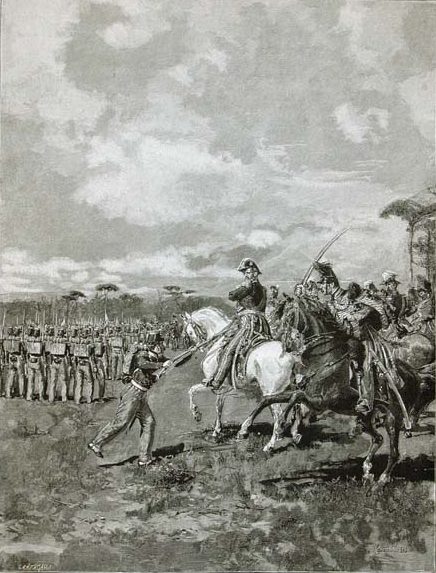
L'attentato di Agesilao Milano, opera di Edoardo Matania

L'8 dicembre del 1856, giorno dell'Immacolata Concezione, Ferdinando II assistette a Napoli alla Santa Messa con tutta la famiglia, gli alti funzionari governativi e molti nobili del suo seguito. Dopo la celebrazione, il sovrano passò in rassegna, a cavallo, allo sfilare delle truppe sul Campo di Marte a Capodichino.
Fu allora che Milano, rotte le righe, si lanciò contro il re e, non potendo caricare tempestivamente il suo fucile, riuscì a ferirlo con un colpo di baionetta, che fu attutito dalla fonda delle pistole sospese sulla sella del cavallo, ma fu comunque profondo. L'aggressore stava per scagliare un secondo colpo, ma Francesco de La Tour, tenente colonnello degli ussari, intervenne immediatamente, travolgendolo con il cavallo e facendolo cadere a terra, permettendone l'arresto. Il re se la cavò con un grosso spavento e la sera stessa fu salutato con tripudio e feste grandi dal popolo per lo scampato pericolo. La situazione si era fatta molto tesa e pericolosa, in quanto le truppe svizzere, fedeli al re di Napoli, temevano una sommossa generale contro la monarchia ed erano pronte a fare fuoco per difendere il re, che però con il suo sangue freddo riuscì a controllare la situazione.
All'imputato furono sequestrati alcuni oggetti, tra cui una Bibbia in greco, una copia di De regimine principum di Tommaso d'Aquino e alcune poesie di sua composizione. Sottoposto ad una crudele tortura di sei ore, fu poi processato per direttissima pochi giorni dopo. Milano motivò la sua azione dichiarando «di non aver contro S. M. nessuna ragione di odio e di vendetta particolare, ma averlo fatto per essere ai suoi occhi il re tiranno da cui doveva liberarsi la nazione». Secondo alcuni storici, dietro l'azione del Milano vi sarebbe stato un complotto volto ad eliminare la dinastia borbonica, che avrebbe coinvolto anche militari di alto grado. Agesilao Milano scrisse anche una sua difesa nella notte precedente la condanna.

### Esecuzione e conseguenze
Fu condannato a morte, poiché l'essere un militare che aveva giurato fedeltà al sovrano costituiva un'aggravante, il 12 dicembre dello stesso anno. L'avvocato che lo difese, Giocondo Barbatelli, presentò ufficiosamente la domanda di grazia al re, il quale la respinse e non volle neanche ricevere l'avvocato di persona. Il giorno successivo fuori Porta Capuana, in via Cavalcatoio, prima dell'esecuzione Milano fu sottoposto all'espulsione e, secondo alcuni, tolta la divisa, il suo corpo mostrava i segni della fustigazione subita durante l'interrogatorio; dovette indossare una veste nera con al petto la scritta "Parricida"; dopo tre giri sulla carretta dei condannati attorno alla truppa, fu impiccato in Piazza del Mercato, al grido di «Viva Dio, la religione, la libertà e la Patria». Secondo altra fonte, le ultime parole sarebbero state: 
(Agesilao Milano o il martire di Cosenza - Pasquale Villani, 1866, pag. 100)
 quando il cappio gli strinse in collo impedendogli di parlare; il suo corpo fu gettato nella fossa comune del cimitero della contigua chiesa del Carmine.
Secondo altri, invece, Milano fu subito arrestato e fu rinchiuso a Castel Capuano, dove gli fece visita il generale D. Lecca, che invano gli propose, in cambio della salvezza, di rivelare i nomi dei suoi complici. Il processo per direttissima fu celebrato tre giorni dopo l’attentato. Il Milano, fiero e dignitoso, smentì la linea di difesa del suo legale, che aveva tentato di sostenere l’infermità mentale, e pregò i suoi giudici di far giungere al re l’invito a visitare la Calabria, per constatare le condizioni in cui erano costretti a vivere i suoi conterranei. Fu condannato all’impiccagione, previa degradazione e con il «quarto grado di pubblico esempio».
Alle sedici del 13 dicembre 1856 Milano salì sulla forca, col viso coperto da un velo nero, scortato da 50 uomini, recando sul petto un cartello con la scritta «uomo empio». Avrebbe voluto parlare, ma un rullo di tamburi glielo impedì.. 
Dopo l'attentato, le repressioni della polizia borbonica diventarono più autoritarie, soprattutto ai danni dei calabresi. Due colleghi di Milano, che erano a conoscenza dei suoi piani sebbene non vi avessero preso parte, furono coperti dagli amici e, in seguito, imbarcati su un vascello inglese. Dopo l'inasprimento della reazione monarchica, avvennero episodi sospettati di terrorismo.
Il 17 dicembre a Napoli scoppiò una polveriera militare, provocando la morte di 17 persone e la distruzione di una batteria di artiglieria; si pensò ad una vendetta in onore dell'attentatore, ma fu una combustione accidentale di alcuni razzi incendiari. Il 4 gennaio 1857 esplose la fregata Carlo III, in partenza da Napoli verso la Sicilia, dove Luigi Pellegrino, un rivoluzionario sbarcato da Malta nel dicembre 1856, stava cercando di fomentare una rivolta nei pressi di Catania. Si registrarono circa 40 morti e numerosi feriti. Anche qui si pensò ad un complotto liberale, ma la causa è da attribuirsi ad un tentativo di furto di polvere da sparo ad opera di un ladro inesperto che provocò la strage con una candela accesa.
Benché si trattasse di incidenti, i provvedimenti divennero sempre più aspri: vi furono arresti a Napoli e in Calabria, sfratto di studenti e espulsioni di numerosi militari che facevano parte dello stesso reggimento di Milano. Non sfuggirono alla reclusione anche i fratelli dell'attentatore, Camillo e Ambrogio, e alcuni compagni del Collegio di S. Demetrio.

### Dopo la morte
Ferdinando II rimase scosso dal fallito attentato, preoccupato che la baionetta dell'attentatore fosse avvelenata, e ciò lo segnò. Due anni e mezzo dopo, durante la degenza che lo condusse alla morte, il re chiese al chirurgo Capone di controllare se la ferita al petto infertagli dal Milano si fosse infiammata. Il chirurgo lo rassicurò che la cicatrice era intatta e senza segni di infiammazione e suppurazione e concluse qualificando Milano come un infame. Il re rimproverò il chirurgo: «Non si deve dir male del prossimo; io ti ho chiamato per osservare la ferita e non per giudicare il misfatto; Iddio lo ha giudicato, io l'ho perdonato. E basta così».
Se i borbonici dipinsero Agesilao Milano come un criminale e traditore, i repubblicani lo esaltarono come un eroe. Venne elogiato da Carlo Pisacane e Giuseppe Garibaldi, mentre Cavour ripudiò il suo atto. Quando Garibaldi entrò a Napoli nel 1860, uno dei primi provvedimenti fu quello di riconoscere un vitalizio mensile di 30 ducati alla madre e una dote di 2000 ducati alle sorelle di Milano. Il gesto di Garibaldi suscitò la reazione di Francesco II, figlio di Ferdinando II, che da Gaeta, mentre era assediato dalle truppe sabaude, inviò una formale protesta a tutte le corti europee, costringendo il governo di Torino ad abrogare il decreto di Garibaldi qualche mese dopo. Il fratello Camillo si arruolò nelle truppe garibaldine.
Il nome di Agesilao Milano è inciso su una delle due lapidi ai lati dell'ingresso di Palazzo San Giacomo (sede del Comune di Napoli) affisse nel 1865 in memoria di 116 patrioti caduti nella lotta contro i Borbone (sulla seconda lapide, alla destra dell'ingresso).